# Stomotoca atra
Stomotoca atra is een hydroïdpoliep uit de familie Pandeidae. De poliep komt uit het geslacht Stomotoca. Stomotoca atra werd in 1862 voor het eerst wetenschappelijk beschreven door L. Agassiz. 